# Global Times
O Global Times é um tabloide diário chinês subordinado ao jornal oficial do Partido Comunista da China, o Diário do Povo, que aborda questões internacionais sob uma perspectiva nacionalista chinesa.
Fundado em 1993, sua versão em inglês foi lançada em 2009. O editor-chefe do Global Times foi Hu Xijin até dezembro de 2021, descrito como um dos primeiros a adotar a estratégia de comunicação conhecida como "lobo guerreiro", caracterizada por denunciar de forma veemente críticas percebidas ao governo chinês e suas políticas. O jornal tem sido associado a diversos incidentes, incluindo fabricações, teorias da conspiração e desinformação. Faz parte de um conjunto mais amplo de veículos de mídia estatal chinesa que compõem o aparato de propaganda [en] do governo chinês.

## História
Fundado como uma publicação semanal em língua chinesa em 1993, o Global Times lançou sua versão em inglês em 20 de abril de 2009, como parte de uma campanha do governo chinês para competir com a mídia internacional.
Em 2009, Hu Xijin, então editor-chefe das versões em chinês e inglês, afirmou que esperava um prejuízo de 20 milhões de yuan no primeiro ano da edição em inglês. Em 2016, Hu declarou que o Global Times era lucrativo, mas enfrentava desafios semelhantes aos de outros editores de jornais.
O Global Times lançou sua conta no Sina Weibo em 2010.
A edição norte-americana do Global Times foi lançada em 2013. Em 2016, foi relatado que a edição em inglês contava com cerca de 20 "especialistas estrangeiros" responsáveis por atribuir reportagens e revisar textos, desde que os temas não envolvessem política.
Em abril de 2017, o Global Times assinou um acordo de intercâmbio de pessoal com a Sputnik, uma mídia estatal russa.
Em 2019, o Global Times obteve um contrato de três anos com o Ministério das Relações Exteriores para monitorar mídias sociais internacionais e fornecer relatórios regulares e "planos de resposta abrangentes".
Em 2020, o Global Times registrou uma receita total de 176 milhões de RMB e um lucro líquido de 24,5 milhões de RMB.
Em dezembro de 2021, Hu Xijin anunciou sua saída do cargo de editor-chefe.
Até pelo menos 2024, o Global Times possui uma circulação diária de mais de 2 milhões de cópias. É consistentemente considerado uma das principais marcas de mídia da China. Emprega cerca de 500 jornalistas em mais de 150 países.

## Conteúdo
O Global Times possui várias submarcas, incluindo as versões em chinês e inglês do Global Times, Global Times Online, o Centro de Pesquisa de Opinião Pública Global, Life Times e Satire and Humor. O Global Times é propriedade da People's Daily Press [en], que também publica o People's Daily. O Global Times Online é administrado pela People's Daily Online; a propriedade do jornal é dividida em 60–40, respectivamente, entre o People's Daily Online e o Global Times Press. O Global Times possui uma subsidiária de pesquisa de opinião pública, o Centro de Pesquisa do Global Times.

### Posicionamento editorial
A versão em língua chinesa é conhecida por sua inclinação pró-Partido Comunista da China (PCC), atraindo um público nacionalista desde sua criação em 1993. Também foi descrito como nacionalista chinês, conservador [en] e ultranacionalista. Lançada em 2009, a versão em inglês inicialmente adotou um tom menos nacionalista que sua contraparte em chinês, publicando entrevistas com dissidentes chineses, ativistas e conteúdo favorável à comunidade LGBT. Posteriormente, alinhou-se mais com a versão em chinês. A publicação é frequentemente chamada de "Fox News da China" por sua propaganda e pela monetização do nacionalismo.
Fontes na China continental e no exterior afirmaram que o Global Times não representa, em geral, as posições políticas do governo chinês, enquanto o Diário do Povo é considerado mais representativo. Outros afirmaram que o posicionamento editorial do Global Times reflete as visões da facção linha-dura da liderança chinesa. Alguns estudiosos observaram que o tom mais nacionalista do Global Times permite que outras mídias estatais oficiais pareçam mais moderadas. Segundo o ex-editor Hu Xijin, o Global Times publica o que os oficiais do PCC pensam privadamente, mas não expressam publicamente. De acordo com a Asia Society [en], o Global Times "não é considerado uma fonte confiável para as visões da liderança central".
Hu Xijin foi descrito como um dos primeiros a adotar a estratégia de comunicação "lobo guerreiro", caracterizada por responder agressivamente às críticas ao governo chinês. Sua saída em dezembro de 2021, supostamente devido ao fortalecimento da "orientação política" do jornal por Pequim, foi, segundo o The Diplomat, relacionada a esforços para suavizar a retórica excessivamente confrontacional, após a deterioração da reputação internacional da China e o chamado do secretário-geral do PCC Xi Jinping por melhorias na comunicação internacional do país em uma sessão do Bureau Político do PCC em maio de 2021.
O jornalista Joshua Kurlantzick escreveu em 2022 que o Global Times "adotou abordagens semelhantes às de meios russos provocativos, argumentativos e propensos a teorias da conspiração, misturando nacionalismo com esforços para ridicularizar os Estados Unidos e outros países". Ele acrescentou: "Fora da China, o Global Times usou seus editoriais extremamente agressivos e a habilidade de seu editor-chefe em gerar controvérsias para se tornar relevante nas mídias sociais internacionais, em parte porque seu conteúdo provoca respostas de autoridades e líderes de opinião estrangeiros."

## Incidentes

### Guerra comercial entre EUA e China
Nas fases iniciais da guerra comercial entre EUA e China, a cobertura do Global Times sobre os desentendimentos entre os dois países focou estritamente em questões comerciais.(p303) Após a prisão de Meng Wanzhou no Canadá em dezembro de 2018, o Global Times passou a discutir a guerra comercial como parte de uma possível nova Guerra Fria entre os EUA e a China.(p303)

### Desinformação sobre a COVID-19
O Global Times disseminou teorias da conspiração infundadas e desinformação relacionada à pandemia de COVID-19 [en]. Ele espalhou desinformação sobre a pandemia de COVID-19 por meio de postagens e anúncios direcionados no Facebook. Em janeiro de 2021, o Global Times instou a Austrália a não usar a vacina contra COVID-19 da Pfizer–BioNTech. Em março de 2022, o Global Times republicou um artigo do site conspiracionista britânico The Exposé [en], que afirmava falsamente que a COVID-19 foi criada pela Moderna.

### Citações fabricadas
Em outubro de 2015, Roderick MacFarquhar, especialista em China da Universidade de Harvard, falou em uma conferência sobre Marxismo em Pequim. Ele afirmou que o discurso do líder chinês Xi Jinping sobre o chamado Sonho Chinês "não era a filosofia intelectualmente coerente, robusta e abrangente necessária para competir com ideias ocidentais". O Global Times relatou seu discurso afirmando que o "Sonho Chinês" iria "fazer grandes contribuições e exercer um impacto positivo no desenvolvimento humano". MacFarquhar declarou que a paráfrase era uma "total fabricação". A frase foi posteriormente removida pelo jornal de sua matéria.

### Austrália
Em 2016, o Global Times referiu-se à Austrália como um "tigre de papel" em relação ao Mar do China Meridional e como uma antiga "prisão insular" em referência ao campeão olímpico Mack Horton, que acusou o rival Sun Yang de usar doping (aludindo ao antigo status da Austrália como colônia penal britânica).

### Hong Kong
Em maio de 2016, o Global Times lançou uma campanha de boicote difamando a cantora pró-democracia de Hong Kong Denise Ho, por supostamente defender a independência de Hong Kong e do Tibete. Em 5 de junho, a Lancôme cancelou um concerto promocional da estrela de Cantopop programado para 19 de junho em Sheung Wan [en]. A Lancôme também afirmou, em uma postagem no Facebook, que Ho não era porta-voz da marca. A alegação sobre o Tibete parece ter origem em um encontro de Ho com o Dalai Lama em maio de 2016. O cancelamento gerou forte reação em Hong Kong. Algumas lojas da Lancôme em Hong Kong foram fechadas durante os protestos. A Listerine, outra marca representada por Ho, manteve a cantora apesar das críticas do Global Times por tê-la contratado como rosto da marca em Hong Kong.
Em agosto de 2019, o editor do Global Times, Hu Xijin, acusou os Estados Unidos de instigar os protestos pró-democracia em Hong Kong.

### Xinjiang
Em 2018, a edição em inglês do Global Times reconheceu a existência de "educação antiterrorismo" em Xinjiang, enquanto porta-vozes chineses negavam a existência dos campos de internação de Xinjiang. A The Economist observou: "Notavelmente, em vez de alegar que jornalistas ocidentais deturpam Xinjiang, o Global Times prefere trolar eles, acusando correspondentes estrangeiros de quererem 'lucrar' com coberturas negativas sobre a China, enquanto afirma que a imprensa ocidental 'não é mais tão influente como antes' e destaca com entusiasmo os ataques de Donald Trump à 'fake news'."
Em 2019, o Global Times foi criticado por suposto viés em sua representação dos Uigures e por campanhas de desinformação sobre os campos de internação em Xinjiang, o que levou o Twitter a bani-lo, junto com outras mídias patrocinadas pelo Estado, de compras de anúncios. Em 2021, a ProPublica e o The New York Times relataram que o Global Times fazia parte de uma campanha estatal coordenada para negar abusos de direitos humanos em Xinjiang.

### Tuite sobre a "solução final"
Em outubro de 2021, um tuite do Global Times que pedia uma "Solução Final para a Questão de Taiwan" foi condenado pelo político alemão Frank Müller-Rosentritt, do Partido Democrático Livre, por sua semelhança com a "solução final para a questão judaica", que resultou no Holocausto.

### Invasão russa da Ucrânia
Em março de 2022, durante a Invasão russa da Ucrânia, o Global Times promoveu alegações russas infundadas sobre laboratórios de armas biológicas na Ucrânia [en]. O Global Times também ecoou alegações de meios de comunicação estatais russos de que o massacre de Bucha foi encenado.
Em maio de 2022, o Global Times afirmou que um atirador canadense que se voluntariou para lutar em defesa da Ucrânia havia "acusado o exército ucraniano de armamento inadequado, treinamento precário, pesadas perdas, aproveitamento e deserção", citando um relatório da mídia estatal russa RT. O site de verificação de fatos Polygraph.info constatou que o RT e o Global Times selecionaram de forma tendenciosa um relatório publicado pelo jornal canadense La Presse [en] para fazer essa alegação.

#### Notícias falsas sobre protesto na Bélgica
Em 23 de junho de 2022, o Global Times afirmou que milhares de manifestantes marcharam em Bruxelas condenando o apoio da OTAN à Ucrânia durante a invasão russa da Ucrânia em 20 de junho. No entanto, o protesto era contra a inflação e os altos custos de vida; não foi encontrada evidência de que estivesse relacionado à OTAN. O Ministério das Relações Exteriores da Bélgica condenou a alegação como desinformação.

#### Rebelião do Grupo Wagner
Em junho de 2023, o Global Times acusou a mídia ocidental de "exagerar" a Rebelião do Grupo Wagner e não relatou as alegações de Yevgeny Prigozhin de que os russos foram enganados ao acreditar que a OTAN era responsável pela invasão.

#### Ataque ao Crocus City Hall
Em março de 2024, o Global Times repetiu alegações falsas russas de que os Estados Unidos estavam por trás do Ataque ao Crocus City Hall.

## Recepção

### Na China
Em maio de 2016, o Global Times foi criticado internamente pela Administração do Ciberespaço da China por "fabricar" notícias sobre os EUA, o Mar do Sul da China, Coreia do Norte e Hong Kong, e por "perturbar" a ordem do ciberespaço.
Em setembro de 2018, a The Economist escreveu que "não é moda na China levar o Global Times a sério", com um embaixador chinês aposentado em 2016 comparando-o a uma criança brava, junto com intelectuais chineses que deploraram "sua retórica beligerante em relação a Taiwan e ao Japão, e seus profundos reservatórios de ressentimento".

### Na Índia
Em setembro de 2020, o Ministério das Relações Exteriores da Índia [en] emitiu um comunicado afirmando que comentários atribuídos falsamente a Ajit Doval foram feitos pelo Global Times.
Em maio de 2025, após o Conflito Índia-Paquistão de 2025, as contas no Twitter do Global Times e da agência de notícias Xinhua foram bloqueadas na Índia depois que ambos publicaram continuamente alegações paquistanesas de perdas militares indianas durante o conflito. Antes do bloqueio de sua conta no Twitter na Índia, a conta da Embaixada da Índia em Pequim rejeitou os relatos do Global Times, afirmando que "quando meios de comunicação compartilham tais informações sem verificar fontes, isso reflete uma grave falha em responsabilidade e ética jornalística". O bloqueio da conta do Global Times foi suspenso no mesmo dia em que foi imposto.

### Em Singapura
Em setembro de 2016, o Global Times publicou um artigo intitulado "Referência ilusória de Singapura à Arbitragem do Mar do Sul da China [en] durante a Cúpula do Movimento dos Países Não Alinhados". Stanley Loh Ka Leung, então embaixador de Singapura na China, criticou o artigo como notícia falsa. Loh pediu ao Global Times que publicasse integralmente, em inglês e chinês, uma carta que ele escreveu ao então editor-chefe do jornal, Hu Xijin, contendo evidências que desmentiam as afirmações do Global Times. Loh destacou que o Global Times não esteve presente na reunião e que a China não é membro do Movimento dos Não Alinhados. Hu refutou o embaixador, afirmando que os relatórios do Global Times eram confiáveis e baseados em informações de pessoas que participaram da reunião, sem publicar a carta solicitada por Loh. A carta de Loh foi amplamente publicada por jornais internacionais respeitáveis, como o Straits Times e o South China Morning Post, forçando o Global Times a eventualmente publicar a carta de Loh online. Esta foi a primeira vez que o Global Times publicou uma esclarecimento de um embaixador estrangeiro.

### Nos Estados Unidos
Em junho de 2020, o Departamento de Estado dos Estados Unidos designou o Global Times como uma missão estrangeira.
Em fevereiro de 2023, o Conselho Empresarial EUA-China (USCBC) divulgou um comunicado refutando um artigo do Global Times que alegava que representantes do USCBC haviam criticado o Embaixador dos EUA na China, Nicholas Burns. O USCBC afirmou que as alegações no relatório eram falsas e expressou apreciação pelo trabalho de Burns em Pequim.